# 李根模
李根模（리근모，1926年—2001年/2012年），朝鮮民主主義人民共和国政治人物。朝鮮劳动党政治局員、党書記、原政务院总理。
1967年，李根模为最高人民会議代議員。同年11月，任朝鮮劳动党党中央文化宣传部部長。1968年7月，任第二機械工業相。1970年11月，成为党中央委員。1971年，成为党中央機械工業部部長。同年5月，再任第二機械工業相。1972年，担任平安南道党責任書記。1973年9月，出任政務院副总理。1980年，出任南浦市党責任書記。後成为党政治局員、党書記。姜成山辞任後，1986年12月到1990年5月，担任政務院总理。李根模辞任总理後，负责咸鏡北道党責任書記职務。
| 前任： 姜成山 | 朝鮮政務院总理 1986年—1990年 | 繼任： 延亨默 |